# Suzuki Kizashi

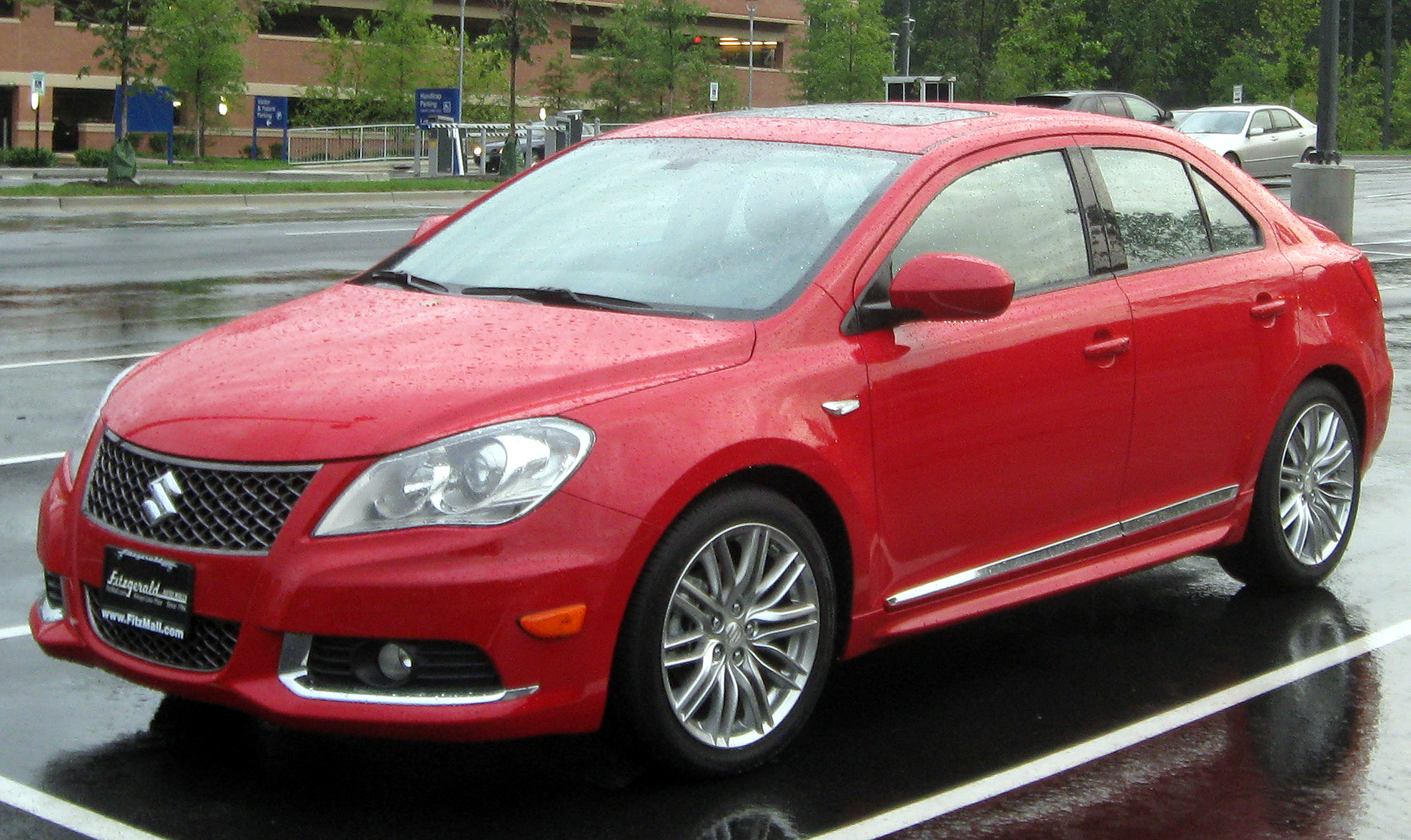
Suzuki Kizashi

Suzuki Kizashi var en bilmodell från Suzuki som introducerades 2009 (årsmodell 2010). Kizashi var en fyrdörrars sedan och fanns med framhjulsdrift eller fyrhjulsdrift. Kizashi var ingen storsäljare och produktionen upphörde 2014 och modellen fick ingen efterträdare.